# Maronis rivosa
Maronis rivosa là một loài bướm đêm trong họ Noctuidae.